# Ley de cupo femenino en Argentina
La Ley 24.012 de cupo femenino fue una legislación argentina que determinó que al menos el 30% de las listas de candidatos que presentan los partidos en las elecciones estuviera ocupado por mujeres. 
La ley fue sancionada el 6 de noviembre de 1991, durante la presidencia de Carlos Menem. La autora del proyecto original fue la senadora radical y feminista de Mendoza Margarita Malharro de Torres. Fue la primera ley de cupo sancionada en América Latina. Luego, otros once países latinoamericanos introdujeron leyes similares. En Argentina, fue aplicada originalmente en la Cámara de Diputados de la Nación, extendida en 1995 al Senado de la Nación cuándo cambió su modo de elección, pasando de senadores elegidos por las legislaturas a elegidos directamente en elecciones, y a partir de 2015 al Parlasur.
El cupo estuvo vigente hasta las elecciones legislativas de 2017. A partir de ese momento se estableció por Ley Nº 27.412 un sistema de paridad de género en los órganos legislativos nacional y subregional (Congreso Nacional y Parlamento del Mercosur).

## Descripción

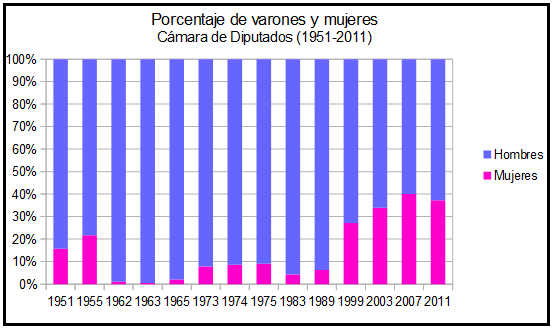
Porcentaje de mujeres diputadas (1951-2011

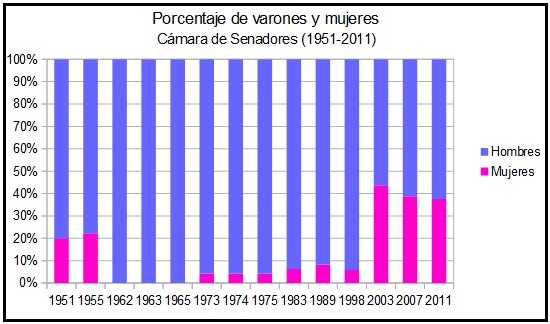
Porcentaje de mujeres senadoras (1951-2011

El número de legisladoras electas en las elecciones presidenciales de Argentina de 1983, la primera tras el fin de la dictadura militar autodenominada Proceso de Reorganización Nacional, era mínimo. En 1989 se introdujeron proyectos de ley para asegurar una mayor representación de las mujeres. El debate por el proyecto de cupo femenino inició en septiembre de 1990 y en noviembre de 1991 la ley fue aprobada en la Cámara de Diputados. El Presidente Carlos Menem también apoyó la propuesta. La ley funcionaba como una enmienda al Código Electoral Nacional. Inicialmente, solo las mujeres con las que no se cumpliera la ley de cupo podían demandar en la justicia, pero luego fue enmendado para que cualquier ciudadano pudiese denunciar que un partido no estaba cumpliendo con la cuota.
La ley establece que al menos un 30% del total de candidatos en la lista del partido con posibilidad de lograr bancas deben ser mujeres. En posteriores decretos reglamentarios se estableció que en caso de presentarse por primera vez a elecciones o solo renovar una banca, el frente electoral debía colocar en el segundo lugar de la lista a una persona del sexo opuesto a la que ocupara el primer lugar. A su vez, cuando se renovaran dos bancas, una mujer debía estar entre los dos primeros lugares, y cuando se renovaran más de dos bancas debía haber una entre los primeros tres lugares. Tampoco es admisible tener a tres personas del mismo sexo que ocupen lugares consecutivos en la lista hasta cubrir el 30% de mujeres. Establece finalmente que cuando una mujer no renunciara a ocupar su lugar en la lista o se viera imposibilitada, sería reemplazada por la siguiente mujer en la misma.
La ley originalmente no tenía injerencia en el senado argentino, cuyos miembros eran elegidos, en ese entonces, a través de elecciones indirectas, ya que las legislaturas provinciales los designaban. El sistema electoral para el Senado cambió a elecciones directas en 1995, con la reforma constitucional argentina de 1994 y la ley de cupo se extendió a aquella cámara.
El éxito de la ley está causado por las características del sistema electoral argentino. Los partidos presentan una lista cerrada de candidatos, con puestos fijos, y los sufragantes tienen que votar por la lista entera de un partido. La magnitud de los distritos electorales también ayudan.

## Resultados
La ley de cupo tuvo un gran impacto. La Cámara de Diputados contó con 64 diputadas en 1995, 76 en 2001, y 93 en 2005. Los porcentajes respectivos eran 24,9%, 30% y 36,2% del total de diputados. En cuánto al Senado, este aumentó el número de senadoras, que pasó del 2,8% en 1995 al 33,3% en 2001. En 2007, el 33% de los diputados y el 24% de los senadores en el Congreso de la Nación eran mujeres y en 2011 el 38% en ambas cámaras, con un 42% de las comisiones de la Cámara de Diputados y un 32% de las del Senado presididas por una mujer. A pesar de que el número de las mujeres en el Parlamento aumentó, Elisa Carrió nota que los hombres que todavía dominan los partidos políticos a menudo colocan el nombre de sus esposas u otros miembros familiares mujeres en las boletas, con la expectativa que tendrán control sobre las acciones de estas una vez que son elegidas. Sobre el tema, Diana Maffía, ex legisladora de la Ciudad de Buenos Aires, opinó que «también hay varones subsidiarios de los poderes hegemónicos» y la politóloga Patricia Gómez que «también abrió la puerta a mujeres que siempre militaron a la par de sus parejas y nunca las ponían en las listas».
Mariana Caminotti, investigadora del CONICET y docente de la Universidad Nacional de San Martín, dijo que «contribuyó a instalar la idea de que la ausencia de mujeres en ámbitos de decisión es problemática para la democracia porque muestra una brecha entre la igualdad formal y la real» y que había permitido instalar nuevos temas en la agenda del Parlamento. Temas como derechos de la mujer, igualdad de género o lucha contra la violencia de género fueron instalados y según Diana Maffía «solo a partir de que hubo una masa crítica de mujeres en el Congreso empezó a legislarse sobre el cuerpo de las mujeres, hasta entonces solo existía un cuerpo masculino, que no paría, no menstruaba, no era violado ni acosado».
La mayoría de las provincias de Argentina establecieron leyes similares para sus elecciones provinciales, adaptando la ley nacional a sus propios contextos. En las legislaturas provinciales, en octubre de 2003, las diputadas eran el 27,9% del total de diputados y las senadoras un 20,4%.
Siguiendo la sanción de la ley en Argentina, otros once países en Latinoamérica (Bolivia, Brasil, Costa Rica, República Dominicana, Ecuador, Guyana, Honduras, México, Panamá, Paraguay y Perú) adoptaron leyes de cupo femenino similares, con efectos variables en la participación de las mujeres en el Parlamento. Un duodécimo país, Venezuela, también adoptó una ley de cupo, pero más tarde la derogó.

## Paridad de género
Existe un amplio consenso en considerar que el cupo femenino cumplió un importante papel impulsando y ampliando la presencia de mujeres en la política, con figuras de alta relevancia como Cristina Fernández de Kirchner (que resultara elegida presidenta dos veces), Elisa Carrió y Gabriela Michetti (que resultara elegida vicepresidenta). Sin embargo la ley también mostró sus limitaciones al convertir en la práctica el 30% en un techo de participación femenina, antes que en un cupo mínimo. Adicionalmente, cuando los cargos expectantes no eran múltiplos de tres, la circunstancia era habitualmente aprovechada para reducir aún más el espacio reservado a las mujeres, llegando al extremo de no garantizar ningún cargo cuando las bancas en juego eran dos. En algunas provincias, como Jujuy y Entre Ríos llegaron a  producirse conflictos de género debido a los intentos por reducir aún más el cupo femenino.
En el 2000, las provincias de Santiago del Estero, Río Negro y Córdoba, sancionaron casi simultáneamente leyes de participación equivalente de géneros, garantizando la igualdad de género en las representaciones políticas colectivas. Santiago del Estero fue la primera en aprobar la paridad de género, en septiembre de 2000, con la Ley Nº 6.509. Al mes siguiente la provincia de Río Negro lo hizo mediante la Ley Nº 3.717. Y un mes después fue la provincia de Córdoba la que estableció la paridad por Ley Nº 8901 del 29 de noviembre de 2000. Finalmente, el 4 de octubre de 2016 la provincia de Buenos Aires sancionó la Ley provincial Nº 14.848, estableciendo la paridad de género en las elecciones para diputados y senadores provinciales, aclarando que se debe considerar como género del candidato aquel que figura en su documento de identidad, independientemente de su sexo biológico.
El 23 de noviembre de 2017 el Congreso de la Nación aprobó la Ley Nº 27.412 de Paridad de Género en Ámbitos de Representación Política, estableciendo que las listas de candidatos al Congreso de la Nación (diputados y senadores) y al Parlamento del Mercosur deben ser realizadas "ubicando de manera intercalada a mujeres y varones desde el/la primer/a candidato/a titular hasta el/la último/a candidato/a suplente", dejando sin efecto el cupo femenino.